# Lisa Bjurwald

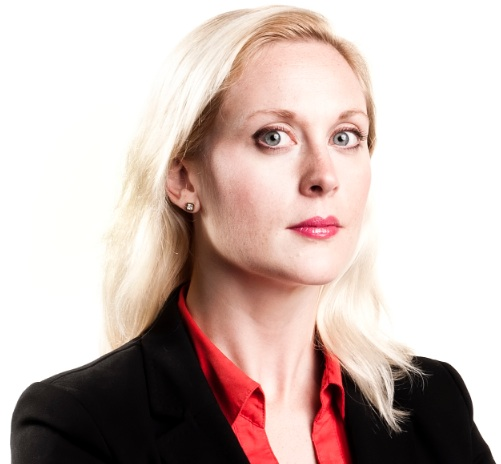
Lisa Bjurwald (ca. 2014)

Lisa Bjurwald (geboren am 24. Dezember 1978) ist eine schwedische Journalistin, Kolumnistin und Autorin investigativer Sachbücher zum Thema Rechtsextremismus und Rechtspopulismus in Schweden und anderen Ländern Europas.

## Leben und Wirken
Lisa Bjurwald arbeitet seit Mitte der 1990er Jahre als freie Journalistin. Sie begann mit regelmäßigen Kolumnen für die schwedische Tageszeitung Expressen, lebte unter anderem in London und Los Angeles und schrieb ab 2000 über Modetrends für das Swedish Fashion Council.
Sie studierte Politikwissenschaften in Stockholm und machte ihren Bachelor-Abschluss mit den Schwerpunkten Krisenmanagement und Internationale Zusammenarbeit am Swedish National Defence College in Kooperation mit der Universität Uppsala. Als politische Journalistin schrieb sie Leitartikel für die Tageszeitungen Dagens Nyheter und Svenska Dagbladet. Von 2006 bis 2011 gehörte sie zum Redaktionsteam des von Stieg Larsson herausgegebenen antirassistischen Magazins Expo. Sie ist Kolumnistin für Norwegens internationales Nachrichtenmagazin Ny Tid und das wöchentlich erscheinende schwedische Nachrichtenmagazin Fokus. Für ihre Reportage über den Schweizer Minarettstreit (Allas ögon på Schweiz, in Expo, Nr. 4/2009) wurde sie 2010 mit dem Journalistenpreis des Europäischen Parlaments ausgezeichnet, der an Journalisten vergeben wird, die mit ihrer Arbeit wichtige europäische Themen aufgegriffen haben.
Zusammen mit der Journalistin Maria Blomquist veröffentlichte sie 2009 das investigative Buch God dag Kampsyster! (dt.: Guten Tag, Kampfschwester!) über Frauen in der extremen Rechten und der Neonazi-Bewegung in Schweden. Im Anschluss daran
erhielt sie von Juli bis September 2009 ein Milena Jesenská-Stipendium für Journalisten (Milena Jesenská Fellowships for Journalists) als Visiting Fellow am Institut für die Wissenschaften vom Menschen in Wien. 2011 legte sie eine umfassende Studie über den Aufstieg des Rechtsextremismus in Europa vor, die sie vor den Anschlägen von Anders Breivik im Juli 2011 Norwegen geschrieben hatte. Sie zeigt darin, dass Rechtsextremismus, der sich in Rassismus, Antisemitismus und Unterdrückung der Roma ausdrückt, in den europäischen Ländern keine Randerscheinung ist und dass Rechtsextremisten sehr effektiv in der Rekrutierung von, vor allem jungen, Anhängern sind, indem sie die Sozialen Medien nutzen. Im zweiten Teil des Buches widmet sie ihre Analyse der Situation in verschiedenen Ländern, darunter Großbritannien, Deutschland, Italien, Ungarn und Skandinavien und legt dar, wie mächtig rechte Parteien in Europa geworden sind. 2012 kam das Buch in deutscher Übersetzung unter dem Titel Europas Schande. Rechtsextremismus auf dem Vormarsch heraus. In ihrem 2013 erschienenen Buch Skrivbordskrigarna (Keyboard Warriors) beschäftigt sie sich mit der Radikalisierung im Internet und den Online-Aktivitäten der extremen Rechten.
2011 bis 2012 wurde Lisa Bjurwald als Expertin in die von der schwedischen Regierung eingesetzten Kommission zur Bekämpfung von Fremdenfeindlichkeit berufen.

## Preise
- 2009: Milena Jesenská Fellowships for Journalists, Institut für die Wissenschaften vom Menschen (IWM), Wien
- 2010: European Parliament Prize for Journalism in der Kategorie schwedische Presse
- 2013: Buchpreis der 2006 von Amos Oz in Kooperation mit dem schwedischen Verlag Wahlström & Widstrand begründeten Stiftung Order of the Teaspoon für Skrivbordskrigarna (Keyboard Warriors)[8]

## Veröffentlichungen
- God Dag Kampsyster! Kvinnorna i extremhögern (mit Maria Blomquist), Atlas, Stockholm 2009,  ISBN 978-91-7389-347-3
- The  Extreme and Far Right in  Europe, Fores Policy Paper, Stockholm 2010 (32 Seiten, pdf)
- Europas skam. Rasister på frammarsch, Natur och kultur, Stockholm 2011, ISBN 978-91-27-12979-5

- Europas Schande. Rechtsextremismus auf dem Vormarsch, S. Fischer Verlag, Frankfurt am Main 2012, ISBN 978-3-10-007127-9

- Skrivbordskrigarna. Hur extrema krafter utnyttjar internet, Natur och kultur, Stockholm 2013, ISBN 978-91-27-13355-6[9]
- Viele blinde Flecken. Die mediale Öffentlichkeit Norwegens aus skandinavischer Sicht, in: Michael Haller (Hrsg.): Rechtsterrorismus in den Medien. Der Mörder Breivik in Norwegen und die Terrorzelle NSU in Deutschland – wie die Journalisten damit umgingen und was sie voneinander lernen können, Lit Verlag, Berlin/Münster 2013, ISBN 978-3-10-007127-9, S. 53f. (einsehbar bei Google Books)